# LaDontae Henton
LaDontae Henton (Lansing, 6 de janeiro de 1992) é um basquetebolista estadunidense que atualmente joga pelo Alaska Aces disputando a Liga Filipina. O atleta possui 1,98m, pesa 98kg e atua na posição ala.